# Yoshitaka Fujisaki
Yoshitaka Fujisaki (藤崎 義孝 Fujisaki Yoshitaka?, nacido el 16 de mayo de 1975 en Kagoshima) es un exfutbolista japonés. Jugaba de defensa y su único club fue el Avispa Fukuoka de Japón.

## Trayectoria

### Clubes
| Club           | País  | Año         |
| -------------- | ----- | ----------- |
| Avispa Fukuoka | Japón | 1998 - 2002 |